# 20th Anniversary B-side collection
『20th Anniversary B-side collection』（トゥエンティース・アニヴァーサリー・ビー・サイド・コレクション）は、工藤静香11枚目のベスト・アルバム（2枚組。初回限定生産盤はDVD含む3枚組）。2008年3月5日発売。発売元はポニーキャニオン。

## 解説
20周年記念ベスト『Shizuka Kudo 20th Anniversary the Best』（2007年8月29日）、DVD BOX『Shizuka Kudo THE LIVE DVD COMPLETE BOX』（2007年9月19日）に続く、1987年8月31日のソロデビューから20周年を迎えた記念商品アイテムのひとつ。初回限定生産盤には、2007年8月31日のソロデビュー20周年の日に東京・SHIBUYA-AXで行われたライブ「Shizuka Kudo 20th Anniversary the Best」（20周年記念ベストと同じライブ名）の模様をダイジェスト収録したDVDが付属。
初回限定生産盤の他にCD2枚のみの通常盤があり、CDジャケット写真は各々異なる。
1987年から2007年までにリリースされたシングルのB面コレクション。工藤自らインタビューで「カップリングにもいい曲が多いと思う」と発言することがあった。
1987年から1989年発売のシングルB面曲は、過去にベスト・アルバムへ収録されたことがあった。
しかし1990年以降のシングルB面曲はアルバムに収録されることが稀有だったため、アルバム初収録の作品を多く含んでいる（特にDisc-2）。
1994年7月発売シングル「Jaguar Line」以降のB面曲で、既にオリジナル・アルバムやベスト・アルバムに収録された楽曲は、収録が見送られている。詳細は下記#未収録B面曲の関連作品を参照。
ほぼすべての曲が、発売に当たり初めてリマスタリングが施された。また、直径8cmサイズのシングルは既に廃盤となっているため、CDでは本作でしか聴けなくなっている楽曲も多い。
B面曲ながら、有線放送リクエストで上位にランクインした「in the sky」のオリジナル・ヴァージョンが初収録。ただし、ポニーキャニオンの通信販売専用CD BOXに収録されたことがあるほか、『Best of Ballade カレント』（1998年11月18日）には英語バージョンで収録されている。

## 収録曲

### Disc-1
全作曲・編曲：後藤次利（特記以外）
1. 愛が痛い夜 （4:05）
  - 作詞：秋元康
2. if （3:48）
  - 作詞：三浦徳子
3. 夜明けに見送られて （4:31）
  - 作詞：秋元康
4. 夏がくれたミラクル （3:56）
  - 作詞：松井五郎
5. 群衆 （4:29）
  - 作詞：中島みゆき
6. Non-stop （3:52）
  - 作詞：松井五郎
7. 永遠の防波堤 （4:28）
  - 作詞: 麻生圭子、作曲・編曲: 後藤次利
8. 秋子 （3:56）
  - 作詞：中島みゆき
9. セレナーデ （5:01）
  - 作詞：松井五郎
10. Beautiful Word （4:16）
  - 作詞：三浦徳子／編曲：Draw4
11. TEL・・ME （4:01）
  - 作詞：中島みゆき／編曲：Draw4
12. あの坂道 （4:25）
  - 作詞：愛絵理
13. 真夏の蜃気楼 （4:49）
  - 作詞：愛絵理
14. Ri・a・ru （4:48） 
  - 作詞：愛絵理
15. 流星 （5:05）
  - 作詞：愛絵理
16. 20才のシナリオ （5:01）
  - 作詞：愛絵理
17. 南風!!吹く前に… （4:26）
  - 作詞：愛絵理／編曲：後藤次利・高尾直樹
18. コール （4:32）
  - 作詞：中島みゆき／編曲：後藤次利・高尾直樹

### Disc-2
全作詞：愛絵理（特記以外）
1. 終幕 （5:10）
  - 作詞：岡田冨美子／作曲：後藤次利／編曲：後藤次利・高尾直樹
2. ちょっとしたGUILTY （5:14）
  - 作詞：松井五郎／作曲・編曲：後藤次利
3. Door （4:43）
  - 作曲：都志見隆／編曲：澤近泰輔

テレビ東京系ドラマ『積木くずし 崩壊、そして…』エンディング・テーマ
4. Party （4:09）
  - 作曲：都志見隆／編曲：澤近泰輔
5. Still Water （4:57）
  - 作曲：谷本新／編曲：澤近泰輔
6. 8月… （4:55）
  - 作曲：愛絵理／編曲：澤近泰輔

日本テレビ系ドラマ『恋愛前夜 いちどだけ』挿入歌
7. 長い髪 （4:48）
  - 作曲：松本俊明／編曲：松浦晃久
8. Break （4:57）
  - 作曲：谷本新／編曲：松浦晃久
9. 虹 （4:52）
  - 作曲・編曲：はたけ
10. Wish （4:26）
  - 作曲・編曲：澤近泰輔
11. in the sky （4:34）
  - 作詞・作曲：ЯK／編曲：澤近泰輔

フジテレビ系ドラマ『神様もう少しだけ』挿入歌
12. piece of a star （3:50）
  - 作詞・作曲：ЯK／編曲：澤近泰輔
13. Simple （5:14）
  - 作詞・作曲・編曲：小幡英之
14. 潤んだハート （4:58）
  - 作曲：家原正樹／編曲：中野定博

フジテレビ系『F2』エンディング・テーマ
15. Powder snow （5:00）
  - 作曲・編曲：Jin Nakamura
16. 存在 （4:39）
  - 作詞：松井五郎／作曲・編曲：h-wonder

## DVD
- SHIBUYA-AX (07.8.31) LIVE DIGEST[1]

1. 禁断のテレパシー
2. FU-JI-TSU
3. Blue Rose
4. めちゃくちゃに泣いてしまいたい
5. 嵐の素顔
6. Blue Velvet
7. 慟哭
8. 抱いてくれたらいいのに

## 未収録B面曲と関連作品
（ ）は同曲を収録したシングル
- naked love（Jaguar Line）
  - Expose
- メロディ（蝶）
  - doing
- ルナ -月の女神-（優）
  - doing
- ZIGUZAGU（Blue Zone）
  - Full of Love
- 足下を飾る太陽（深紅の花）
  - Jewelry Box
- pray（深紅の花）
  - Jewelry Box
- 宝石箱（maple）
  - Jewelry Box